# Proces załogi Dachau (US vs. Johann König i inni)
Proces załogi Dachau (US vs. Johann König i inni) – jeden z wielu procesów członków personelu hitlerowskiego obozu koncentracyjnego Dachau.
Proces odbył się przed amerykańskim Trybunałem Wojskowym w Dachau w dniach 29 września – 7 października 1947. Na ławie oskarżonych zasiadło pięciu esesmanów, którzy pełnili służbę w Allach, podobozie KL Dachau. Zarzuty oskarżenia objęły zbrodnie popełnione w okresie od 1 stycznia 1942 do 29 kwietnia 1945. Oskarżonym zarzucono między innymi mordowanie i katowanie więźniów oraz radzieckich i francuskich jeńców wojennych.
Wszyscy oskarżeni zostali uznani za winnych stawianych im zarzutów. Dwóch z nich skazano na dożywotnie pozbawienie wolności, pozostali otrzymali wyroki pozbawienia wolności od 20 do 5 lat.

## Wyrok amerykańskiego Trybunału Wojskowego w procesie US vs. Johann König i inni
| Oskarżony               | Stopień             | Funkcja                                   | Wyrok                                                                       |
| ----------------------- | ------------------- | ----------------------------------------- | --------------------------------------------------------------------------- |
| Johann König            | SS-Scharführer      | kierownik komanda więźniarskiego w Allach | dożywotnie pozbawienie wolności                                             |
| Karl Heinrich Schneider | SS-Unterscharführer | dowódca oddziałów wartowniczych w Allach  | dożywotnie pozbawienie wolności                                             |
| Rolf Kurz               | nieznany (SS)       | blokowy w Allach                          | 20 lat pozbawienia wolności                                                 |
| Artur Schäfer           | SS-Unterscharführer | kierownik komanda więźniarskiego w Allach | 20 lat pozbawienia wolności (kara zamieniona na 5 lat pozbawienia wolności) |
| Ernst Hermann Paulus    | SS-Scharführer      | kierownik komanda więźniarskiego w Allach | 5 lat pozbawienia wolności                                                  |